# Parti travailliste de Papouasie-Nouvelle-Guinée
Pour les articles homonymes, voir Parti travailliste.
Le Parti travailliste de Papouasie-Nouvelle-Guinée (en anglais : Papua New Guinea Labour Party) est un parti politique papou-néo-guinéen.

## Histoire
Le parti est fondé en 2001 par le Congrès des syndicats de Papouasie-Nouvelle-Guinée (PNGTUC). Comme les autres partis travaillistes dans le monde anglophone (dont le Parti travailliste au Royaume-Uni, le Parti travailliste australien ou encore le Parti travailliste fidjien), il a pour vocation d'être le représentant politique des organisations syndicales et des travailleurs. Il est par ailleurs soutenu par son homologue australien.
John Paska, le secrétaire-général du PNGTUC, mène le jeune parti aux élections législatives de 2002, mais les travaillistes n'obtiennent qu'un député, Bob Danaya. Ce dernier est à nouveau le seul parlementaire travailliste durant la législature 2007-2012. Il perd son siège aux élections de 2012 ; le parti ne présente aucun candidat à celles de 2017 et se dissout peu après.
Après cet échec, le PNGTUC crée en 2019 un nouveau parti, de concert avec neuf députés ayant quitté leurs partis respectifs : le Parti travailliste unifié.